# 愛知県道154号鹿ノ子島南小渕線
愛知県道154号鹿ノ子島南小渕線（あいちけんどう154ごう かのこじまみなみおぶちせん）は、愛知県江南市から同県一宮市に至る一般県道である。

## 概要

### 路線データ
- 起点：愛知県江南市鹿子島町
- 終点：愛知県一宮市南小渕
- 路線延長：約9.3 km

## 沿革
- 1959年（昭和34年）12月15日：認定

## 地理

### 通過する自治体
- 愛知県
  - 江南市
  - 一宮市

### 交差する道路
- 愛知県道183号浅井犬山線（お囲い堤ロード）（鹿ノ子島口交差点）
- 愛知県道184号下般若東野線（巡見街道）（村久野交差点）
- 愛知県道182号里小牧北方江南線（藤まんだら通り）
- 愛知県道64号一宮犬山線（江南中央道）（古知野町宮裏交差点）
- 愛知県道175号江南木曽川線（上奈良交差点）
- 愛知県道193号大垣江南線（春明東交差点より） 重複区間
- 国道155号（小牧一宮バイパス、北尾張中央道）（加茂新出交差点）
- 愛知県道171号小折一宮線（浮野交差点）
- 国道155号（南小渕交差点）

### 沿線
- JA愛知北草井支店
- 江南市立草井小学校
- 江南市役所草井支所
- グンゼ江南工場
- 愛知県立古知野高等学校
- 一宮市浮野養鶏農業協同組合
- 一宮総合運動場